# Молар, Руди
Руди Молар (фр. Rudy Molard, род. 17 сентября 1989 в Глезе, Франция) — французский профессиональный шоссейный велогонщик, выступающий с 2017 года за команду Groupama-FDJ.  

## Выступления
2011
3-й Чемпионат Франции U-23 в индивидуальной гонке
2012
1-й  Горная классификация - Tour de l'Ain
3-й Tour du Gévaudan
2013
9-й Grand Prix de la Ville de Lillers
2014
4-й Тур Люксембурга
1-й  Молодёжная классификация
9-й Paris–Troyes
2015
3-й Тур Лимузена
1-й на этапе 3
3-й Тур Ду
5-й Тур Люксембурга
6-й La Drôme Classic
9-й Гран-при Валлонии
2017
8-й Флеш Валонь
2018
1-й на этапе 6 Париж — Ницца
3-й Тур Прованса
3-й Тур дю От-Вар
Вуэльта Испании
Лидер  после этапов 5-8
2019
5-й Тур Прованса
7-й Париж — Ницца
9-й Тур дю От-Вар

## Статистика выступлений

### Гранд-туры
| Гонка           | 2012 | 2013 | 2014 | 2015 | 2016 | 2017 | 2018 | 2019 |
| --------------- | ---- | ---- | ---- | ---- | ---- | ---- | ---- | ---- |
| Джиро д'Италия  | —    | —    | —    | —    | —    | 44   | —    |      |
| Тур де Франс    | —    | 73   | 51   | —    | —    | 36   | 38   |      |
| Вуэльта Испании | 113  | —    | —    | —    | 30   | —    | 14   |      |

| —  | Не участвовал  |
| НФ | Не финишировал |